# Geschützter Landschaftsbestandteil Streuobstwiesen Schmiestal

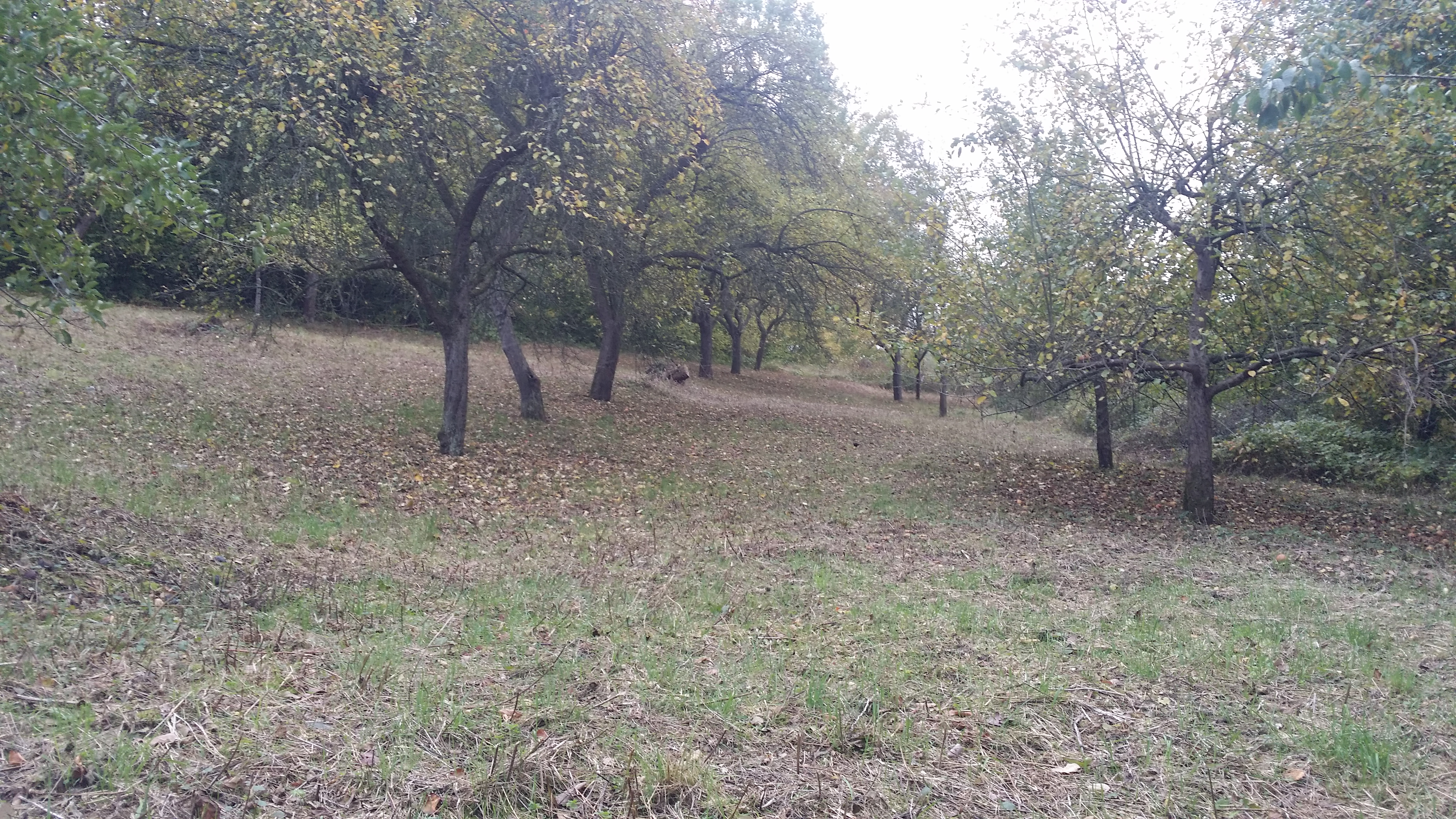
Geschützter Landschaftsbestandteil Streuobstwiesen Schmiestal im Oktober 2019

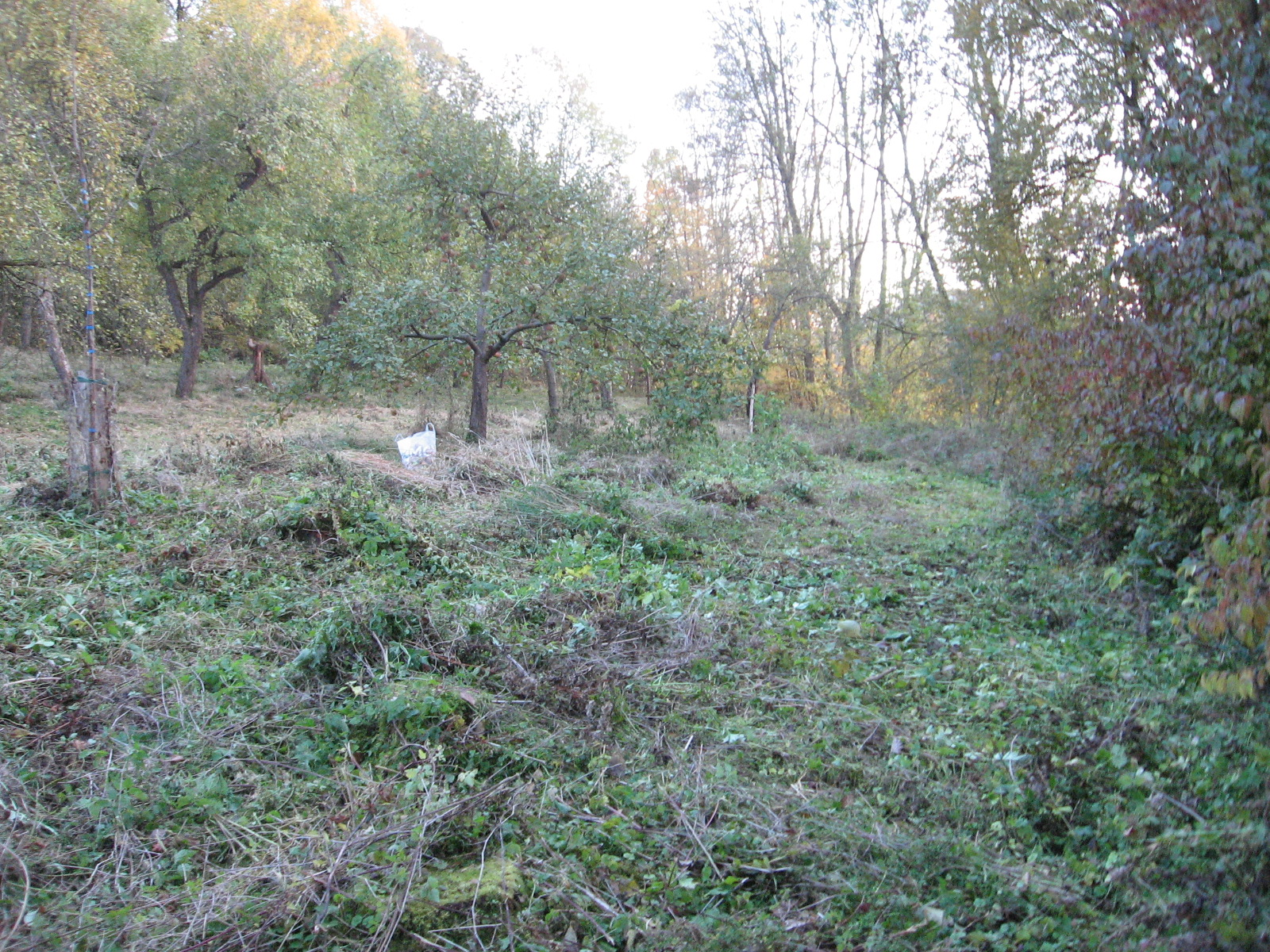
Geschützter Landschaftsbestandteil Streuobstwiesen Schmiestal im Oktober 2011

Der Geschützte Landschaftsbestandteil Streuobstwiesen Schmiestal mit 1,03 Hektar Flächengröße liegt nordwestlich vom Schlossberg in Arnsberg im Hochsauerlandkreis. Die Fläche wurde 2021 mit dem Landschaftsplan Arnsberg durch den Kreistag des Hochsauerlandkreises als Geschützter Landschaftsbestandteil (LB) ausgewiesen. Der LB besteht aus drei Teilflächen. Teilweise grenzt die Bebauung direkt an. Von 1998 bis 2021 waren diese Flächen als Teil eines Landschaftsschutzgebietes ausgewiesen.

## Beschreibung
Beim LB handelt es sich um alte Streuobstwiesen mit Apfelbäumen. Alle drei Flächen liegen direkt an der Bundesstraße 229. Zwei Teilflächen liegen westlich der Bundesstraße 229 und eine östlich an der Straße Im Schmiestal. Einige Bäume sind abgängig, v. a. auf der östlich der Bundesstraße liegenden Teilfläche  sind große Lücken entstanden durch Umbruch und Absterben von Bäumen. Dieser östliche Bereich ist vom Verein für Natur- und Vogelschutz im Hochsauerlandkreis von der Stadt Arnsberg angepachtet worden.
Der Landschaftsplan führte 2021 bei der Neuaufstellung zum Wert des LB aus: „In der Ortsrandlage von Alt-Arnsberg sind diese Streuobstwiesen mit hohem faunistischen Wert die einzigen dieses Biotoptyps.“
Als zusätzliche Entwicklungsmaßnahmen wurden festgesetzt, dass abgängige Obstbäume bis in die Zerfallsphase hinein zu erhalten sind und dann nachgepflanzt werden soll; vorhandene Fehlstellen mit standortangepassten Obstsorten zu ergänzen und die Bäume bei Bedarf gegen Verbiss zu schützen.

## Schutzgrund, Verbote und Gebote
Der Geschützte Landschaftsbestandteile haben laut Landschaftsplan eine besondere Funktion für die Gliederung und Belebung des Landschaftsbildes bzw. des umgebenden Offenlandes. Es kommt solchen Objekten in der Regel eine erhöhte Bedeutung als Bruthabitat für Hecken- und Gebüschbrüter zu. Laut Landschaftsplan sind Geschützte Landschaftsbestandteile im Plangebiet durch seinen eigenständigen Charakter deutlich von der sie umgebenden „normalen“ Wald- und Feld-Landschaft zu unterscheiden.
Wie bei allen LB ist es verboten diese zu beschädigen, auszureißen, auszugraben oder Teile davon abzutrennen oder auf andere Weise in seinem Wachstum oder Erscheinungsbild zu beeinträchtigen. Unberührt ist jedoch die ordnungsgemäße Pflege eines LB.
Das LB soll laut Landschaftsplan „durch geeignete Pflegemaßnahmen erhalten werden, solange der dafür erforderliche Aufwand in Abwägung mit ihrer jeweiligen Bedeutung für Natur und Landschaft gerechtfertigt ist.“